# Platja de les Viudes
La Platja de les Viudes és una platja de sorra situada a la costa sud del terme municipal de Peníscola, junt a la Platja Sud, a mig quilòmetre del Port.
L'any 2010 es va reformar la desembocadura de l'Ullal de l'Estany que separava aquesta platja de la Platja Sud, que va resultar en la canalització artificial del riu fora de la platja i la connexió d'ambdues platges per mitjà d'un passeig per a vianants i un espigó.
La platja té una superfície total de 1650 m², 110 metres de longitud per 15 metres d'amplària i el seu nivell d'ocupació és mitjà. Hi ha dues maneres d'accedir-hi, des de les escales junt a la caserna o des del passeig per a vianants que la connecta amb la Platja Sud.